# Rhytiphora cinerascens
Rhytiphora cinerascens är en skalbaggsart som beskrevs av Aurivillius 1917. Rhytiphora cinerascens ingår i släktet Rhytiphora och familjen långhorningar. Inga underarter finns listade i Catalogue of Life.